# Statistiques en carrière de Sébastien Loeb
Cette page dresse une liste de statistiques dépeignant la carrière de Sébastien Loeb en sport automobile, toutes disciplines confondues. Un certain nombre d'entre elles, calculées sur la base de ses résultats en championnat du monde des rallyes, étaient des records au moment des faits et certaines le sont toujours. Pour disposer d'un état exhaustif et actualisé des records de cette discipline, il convient de se rendre sur la page dédiée à ce sujet.
L'ensemble des chiffres présentés ont été concaténés à partir de données issues des sites WRC.com, Jonkka's World Rally Archive et eWRC-Results.com

## Championnat du monde des rallyes

### Titres
| Statistique                                                                  | Valeur              | Commentaires |
| ---------------------------------------------------------------------------- | ------------------- | --- |
| Titres Pilotes                                                               | 9                   | 2004 - 2005 - 2006 - 2007 - 2008 - 2009 - 2010 - 2011 - 2012                                                                                      |
| Titres Pilotes consécutifs                                                   | 9                   | de 2004 à 2012 |
| Ratio de titres Pilotes par saisons complètes                                | 90,00 %             | 9 titres pour 10 saisons complètes |
| Titres Constructeurs                                                         | 8                   | 2003 - 2004 - 2005 - 2008 - 2009 - 2010 - 2011 - 2012 ; tous avec Citroën Racing                                                                  |
| Titres Constructeurs consécutifs                                             | 5                   | de 2008 à 2012 ; tous avec Citroën Racing |
| Titres Pilotes sans titre Constructeurs                                      | 2                   | en 2006 et 2007 |
| Plus grand écart de points sur le vice-champion En valeur absolue En ratio   | 105 points 35,00 %  | lors du championnat du monde 2010 face à Jari-Matti Latvala 56 points sur 160 possibles, lors du championnat du monde 2005 face à Petter Solberg  |
| Plus grand écart de points sur son coéquipier En valeur absolue En ratio     | 109 points 50,00 %  | lors du championnat du monde 2010 face à Sébastien Ogier 80 points sur 160 possibles, lors du championnat du monde 2005 face à François Duval     |
| Plus petit écart de points sur le vice-champion En valeur absolue En ratio   | 1 point 0,63 %      | lors des championnats du monde 2006 face à Marcus Grönholm et 2009 face à Mikko Hirvonen lors du championnat du monde 2006 face à Marcus Grönholm |
| Plus petit écart de points sur son coéquipier En valeur absolue En ratio     | 26 points 7,14 %    | lors du championnat du monde 2011 face à Sébastien Ogier 26 points sur 364 possibles, lors du championnat du monde 2011 face à Sébastien Ogier    |
| Champion avec le plus de victoires sur la saison En valeur absolue En ratio  | 11 73,33 %          | lors du championnat du monde 2008 11 victoires sur 15 rallyes, lors du championnat du monde 2008                                                  |
| Champion avec le moins de victoires sur la saison En valeur absolue En ratio | 5 37,50 %           | lors du championnat du monde 2011 6 victoires sur 16 rallyes, lors du championnat du monde 2004                                                   |
| Âge lors du premier titre                                                    | 30 ans et 241 jours | le 17 octobre 2004 lors du Tour de Corse 2004 |
| Âge lors du dernier titre                                                    | 38 ans et 233 jours | le 7 octobre 2012 lors du rallye de France-Alsace 2012                                                                                            |
| Départs avant le premier titre Toutes catégories Catégorie WRC               | 52 40               | |
| Départs avant le dernier titre Toutes catégories Catégorie WRC               | 162 150             | |
| Saisons complètes avant le premier titre                                     | 2                   | 2003 et 2004 |
| Saisons complètes avant le dernier titre                                     | 10                  | de 2003 à 2012 |
| Constructeurs différents sur l'ensemble des titres                           | 1                   | Citroën |
| Équipes différentes sur l'ensemble des titres                                | 2                   | Citroën Racing et Kronos Racing |

### Victoires
| Statistique | Valeur                                      | Commentaires |
| --- | ------------------------------------------- | --- |
| Victoires (toutes surfaces) Toutes catégories Catégorie WRC                                                                  | 86 79                                       | |
| Ratio de victoires (toutes surfaces) Toutes catégories Catégorie WRC                                                         | 50.89% 49,68 %                              | 86 victoires sur 169 départs toutes catégories 78 victoires sur 157 départs en catégorie WRC |
| Victoires consécutives (toutes surfaces)                                                                                     | 6                                           | du rallye de Nouvelle-Zélande 2005 au rallye d'Argentine 2005 du rallye de Grande-Bretagne 2008 au rallye d'Argentine 2009 |
| Victoires par surface Asphalte enneigé Asphalte Mixte Terre/Asphalte Terre abrasive Terre rapide Terre enneigée              | 7 24 6 22 17 2                              | |
| Ratio de victoires par surface Asphalte enneigé Asphalte Mixte Terre/Asphalte Terre abrasive Terre rapide Terre enneigée     | 70,00% 68,57% 100,00% 51,16% 34,00% 15,38 % | 7 victoires asphalte enneigé sur 10 départs 24 victoires asphalte sur 35 départs 6 victoires mixte terre/asphalte sur 6 départs 22 victoires terre abrasive sur 43 départs 17 victoires terre rapide sur 50 départs 2 victoires terre enneigée sur 13 départs |
| Victoires consécutives par surface Asphalte enneigé Asphalte Mixte Terre/Asphalte Terre abrasive Terre rapide Terre enneigée | 4 18 6 7 3 1                                | du rallye Monte-Carlo 2007 au rallye Monte-Carlo 2013 du rallye d'Allemagne 2005 au rallye de France-Alsace 2010 du rallye de Chypre 2009 au rallye de Catalogne 2012 du rallye de Sardaigne 2005 au rallye de Sardaigne 2006 du rallye du Mexique 2008 au rallye de Nouvelle-Zélande 2008 du rallye de Grande-Bretagne 2010 au rallye de Finlande 2011 du rallye du Mexique 2012 au rallye de Finlande 2012 au rallye de Suède 2004 et au rallye de Norvège 2009 |
| Victoires sur le même rallye En valeur absolue En ratio                                                                      | 9 100,00 %                                  | au rallye d'Allemagne au rallye d'Irlande et au rallye de Bulgarie |
| Victoires consécutives sur le même rallye                                                                                    | 8                                           | au rallye d'Allemagne de 2002 à 2008 et 2010 au rallye de Catalogne de 2005 à 2012 au rallye d'Argentine de 2005 à 2009 et 2011 à 2013 |
| Victoires à domicile | 6                                           | au Tour de Corse de 2005 à 2008 et au rallye de France-Alsace 2010 et 2012 |
| Victoires en une saison En valeur absolue En ratio                                                                           | 11 73,33 %                                  | lors du championnat du monde 2008 11 victoires sur 15 rallyes, lors du championnat du monde 2008 |
| Rallyes différents remportés En valeur absolue En ratio                                                                      | 23 92,00 %                                  | 23 rallyes différents remportés sur 25 rallyes différents disputés |
| Rallyes dominés de bout en bout En valeur absolue En ratio                                                                   | 19 24,36 %                                  | 19 rallyes dominés de bout en bout sur 78 victoires |
| Victoire avec la plus grande vitesse moyenne                                                                                 | 122,89 km/h                                 | au rallye de Finlande 2012 avec une Citroën DS3 WRC |
| Saisons avec au moins une victoire                                                                                           | 12                                          | de 2002 à 2013 |
| Saisons consécutives avec au moins une victoire                                                                              | 12                                          | de 2002 à 2013 |
| Âge lors de la première victoire                                                                                             | 28 ans et 187 jours                         | le 25 août 2002 lors du rallye d'Allemagne 2002 |
| Âge lors de la dernière victoire                                                                                             | 39 ans et 78 jours                          | le 5 mai 2013 lors du rallye d'Argentine 2013 |
| Départs avant la première victoire Toutes catégories Catégorie WRC                                                           | 22 10                                       | |
| Départs avant la dernière victoire Toutes catégories Catégorie WRC                                                           | 167 155                                     | |
| Constructeurs différents sur l'ensemble des victoires                                                                        | 1                                           | Citroën |
| Équipes différentes sur l'ensemble des victoires                                                                             | 2                                           | Citroën Racing et Kronos Racing |

### Podiums
| Statistique | Valeur                                      | Commentaires |
| --- | ------------------------------------------- | --- |
| Podiums (toutes surfaces) Toutes catégories Catégorie WRC                                                                 | 126 119                                     | |
| Ratio de podiums (toutes surfaces) Toutes catégories Catégorie WRC                                                        | 73,96% 73,89 %                              | 125 podiums sur 169 départs toutes catégories 116 podiums sur 157 départs en catégorie WRC |
| Podiums consécutifs (toutes surfaces)                                                                                     | 15                                          | du rallye de Sardaigne 2008 au rallye d'Argentine 2009 |
| Podiums par surface Asphalte enneigé Asphalte Mixte Terre/Asphalte Terre abrasive Terre rapide Terre enneigée             | 9 28 6 33 34 6                              | |
| Ratio de podiums par surface Asphalte enneigé Asphalte Mixte Terre/Asphalte Terre abrasive Terre rapide Terre enneigée    | 90,00% 80,00% 100,00% 76,74% 68,00% 46,15 % | 9 podiums asphalte enneigé sur 10 départs 28 podiums asphalte sur 35 départs 6 podiums mixte terre/asphalte sur 6 départs 33 podiums terre abrasive sur 43 départs 34 podiums terre rapide sur 50 départs 6 podiums terre enneigée sur 13 départs |
| Podiums consécutifs par surface Asphalte enneigé Asphalte Mixte Terre/Asphalte Terre abrasive Terre rapide Terre enneigée | 9 19 6 17 6 2                               | du rallye Monte-Carlo 2002 au rallye Monte-Carlo 2013 du rallye d'Allemagne 2005 au rallye d'Allemagne 2011 du rallye de Chypre 2009 au rallye de Catalogne 2012 du rallye de Chypre 2003 au rallye d'Argentine 2007 du rallye du Mexique 2006 au rallye de Nouvelle-Zélande 2007 du rallye de Grande-Bretagne 2007 au rallye de Grande-Bretagne 2008 du rallye de Finlande 2009 au rallye de Finlande 2010 du rallye de Suède 2006 au rallye de Suède 2007 du rallye de Norvège 2009 au rallye de Suède 2010 |
| Podiums sur le même rallye En valeur absolue En ratio                                                                     | 10 100,00 %                                 | au rallye d'Allemagne au rallye d'Allemagne, au rallye de Chypre, au rallye d'Irlande et au rallye de Bulgarie |
| Podiums consécutifs sur le même rallye                                                                                    | 10                                          | au rallye d'Allemagne de 2002 à 2008 et 2010 à 2012 |
| Podiums à domicile | 7                                           | au Tour de Corse de 2004 à 2008 et au rallye de France-Alsace 2010 et 2012 |
| Podiums en une saison En valeur absolue En ratio En ratio (par engagements)                                               | 13 92,31% 100,00 %                          | lors des championnats du monde 2005, 2007 et 2008 12 podiums sur 13 rallyes, lors du championnat du monde 2010 12 podiums sur 12 rallyes disputés, lors du championnat du monde 2006 |
| Rallyes différents avec un podium En valeur absolue En ratio                                                              | 23 92,00 %                                  | 23 rallyes différents avec un podium sur 25 rallyes différents disputés |
| Saisons avec au moins un podium                                                                                           | 13                                          | de 2001 à 2013 |
| Saisons consécutives avec au moins un podium                                                                              | 13                                          | de 2001 à 2013 |
| Âge lors du premier podium                                                                                                | 27 ans et 230 jours                         | le 7 octobre 2001 lors du rallye Sanremo 2001 |
| Âge lors du dernier podium                                                                                                | 39 ans et 78 jours                          | le 5 mai 2013 lors du rallye d'Argentine 2013 |
| Départs avant le premier podium Toutes catégories Catégorie WRC                                                           | 13 3                                        | |
| Départs avant le dernier podium Toutes catégories Catégorie WRC                                                           | 167 155                                     | |
| Constructeurs différents sur l'ensemble des podiums                                                                       | 1                                           | Citroën |
| Équipes différentes sur l'ensemble des podiums                                                                            | 2                                           | Citroën Racing et Kronos Racing |

### Épreuves spéciales
| Statistique | Valeur                                     | Commentaires |
| --- | ------------------------------------------ | --- |
| Épreuves spéciales classées Toutes catégories Catégorie WRC                                                                                       | 3 059 2 877                                | |
| Épreuves spéciales disputées Toutes catégories Catégorie WRC                                                                                      | 2 980 2 805                                | |
| Épreuves spéciales remportées Toutes catégories Catégorie WRC                                                                                     | 1009 921                                   | |
| Ratio d'épreuves spéciales remportées Toutes catégories Catégorie WRC                                                                             | 33,36% 32,30 %                             | 994 temps scratchs sur 2 980 épreuves spéciales disputées 906 temps scratchs sur 2 805 épreuves spéciales disputées en catégorie WRC |
| Épreuves spéciales remportées consécutivement | 14                                         | au rallye de Chypre 2005 du Tour de Corse 2005 au rallye de Catalogne 2005 |
| Épreuves spéciales remportées par surface Asphalte enneigé Asphalte Mixte Terre/Asphalte Terre abrasive Terre rapide Terre enneigée               | 72 228 37 234 274 61                       | |
| Ratio d'épreuves spéciales remportées par surface Asphalte enneigé Asphalte Mixte Terre/Asphalte Terre abrasive Terre rapide Terre enneigée       | 47,37% 39,72% 34,91% 32,45% 27,18% 25,00 % | 72 temps scratchs sur 152 épreuves spéciales disputées sur asphalte enneigé 228 temps scratchs sur 574 épreuves spéciales disputées sur asphalte 37 temps scratchs sur 106 épreuves spéciales disputées sur mixte terre/asphalte 234 temps scratchs sur 721 épreuves spéciales disputées sur terre abrasive 274 temps scratchs sur 1 008 épreuves spéciales disputées sur terre rapide 61 temps scratchs sur 244 épreuves spéciales disputées sur terre enneigée |
| Épreuves spéciales remportées en une saison En valeur absolue En ratio                                                                            | 129 46,91 %                                | lors du championnat du monde 2005 129 temps scratchs sur 275 épreuves spéciales disputées, lors du championnat du monde 2005 |
| Épreuves spéciales remportées sur un même rallye En valeur absolue En ratio Toutes éditions                                                       | 15 100.00% 84                              | au rallye de Finlande 2008 12 temps scratchs sur 12 spéciales lors du Tour de Corse 2005 au rallye d'Allemagne |
| Épreuves spéciales remportées consécutivement sur un même rallye                                                                                  | 14                                         | au rallye de Chypre 2005 |
| Âge lors de la première épreuve spéciale remportée                                                                                                | 27 ans et 229 jours                        | le 6 octobre 2001 au terme de la dixième spéciale du rallye Sanremo 2001 |
| Âge lors de la dernière épreuve spéciale remportée                                                                                                | 40 ans et 343 jours                        | le 25 janvier 2015 au terme de la quatorzième spéciale du rallye Monte-Carlo 2015 |
| Départs avant la première épreuve spéciale remportée Toutes catégories Catégorie WRC                                                              | 1 3                                        | |
| Départs avant la dernière épreuve spéciale remportée Toutes catégories Catégorie WRC                                                              | 169 157                                    | |
| Constructeurs différents sur l'ensemble des épreuves spéciales remportées                                                                         | 1                                          | Citroën |
| Équipes différentes sur l'ensemble des épreuves spéciales remportées                                                                              | 2                                          | Citroën Racing et Kronos Racing |
| Épreuves spéciales classées en tête d'un rallye Toutes catégories Catégorie WRC                                                                   | 1 391 1 277                                | |
| Ratio d'épreuves spéciales classées en tête d'un rallye Toutes catégories Catégorie WRC                                                           | 45,47% 44,39 %                             | 1 391 spéciales en tête sur 3 059 classées 1 277 spéciales en tête sur 2 877 classées en catégorie WRC |
| Épreuves spéciales consécutives classées en tête d'un rallye                                                                                      | 48                                         | du rallye de Nouvelle-Zélande 2012 au rallye d'Allemagne 2012 |
| Épreuves spéciales classées en tête par surface Asphalte enneigé Asphalte Mixte Terre/Asphalte Terre abrasive Terre rapide Terre enneigée         | 120 430 68 315 314 30                      | |
| Ratio d'épreuves spéciales classées en tête par surface Asphalte enneigé Asphalte Mixte Terre/Asphalte Terre abrasive Terre rapide Terre enneigée | 74,53% 73,13% 62,96% 42,86% 30,34% 12,00 % | 120 spéciales en tête sur 161 classées sur asphalte enneigé 430 spéciales en tête sur 588 classées sur asphalte 68 spéciales en tête sur 108 classées sur mixte terre/asphalte 315 spéciales en tête sur 735 classées sur terre abrasive 314 spéciales en tête sur 1 035 classées sur terre rapide 30 spéciales en tête sur 250 classées sur terre enneigée |
| Épreuves spéciales classées en tête d'un rallye sur une saison En valeur absolue En ratio                                                         | 173 67,11 %                                | lors du championnat du monde 2005 151 spéciales en tête sur 225 classées, lors du championnat du monde 2012 |
| Âge lors de la première épreuve spéciale classée en tête                                                                                          | 27 ans et 333 jours                        | le 18 janvier 2002 au terme de la quatrième spéciale du rallye Monte-Carlo 2002 |
| Âge lors de la dernière épreuve spéciale classée en tête                                                                                          | 40 ans et 341 jours                        | le 23 janvier 2015 au terme de la sixième spéciale du rallye Monte-Carlo 2015 |
| Départs avant la première épreuve spéciale classée en tête Toutes catégories Catégorie WRC                                                        | 2 4                                        | |
| Départs avant la dernière épreuve spéciale classée en tête Toutes catégories Catégorie WRC                                                        | 169 157                                    | |
| Constructeurs différents sur l'ensemble des épreuves spéciales classées en tête                                                                   | 1                                          | Citroën |
| Équipes différentes sur l'ensemble des épreuves spéciales classées en tête                                                                        | 2                                          | Citroën Racing et Kronos Racing |

### Points
| Statistique | Valeur                 | Commentaires |
| --- | ---------------------- | --- |
| Points marqués (tous barèmes) :                                                                                      | 1743                   | |
| Rallyes consécutifs terminés dans les points                                                                         | 28                     | du rallye de Pologne 2009 au rallye d'Australie 2011                                                                       |
| Points marqués par surface Asphalte enneigé Asphalte Mixte Terre/Asphalte Terre abrasive Terre rapide Terre enneigée | 123 361 138 431 477 95 | |
| Points marqués sur le même rallye                                                                                    | 144                    | au rallye d'Allemagne |
| Classements dans les points sur le même rallye                                                                       | 10                     | au rallye d'Allemagne au rallye de Finlande au rallye Monte-Carlo                                                          |
| Classements consécutifs dans les points sur le même rallye                                                           | 10                     | au rallye d'Allemagne de 2002 à 2008 et 2010 à 2012 au rallye de Finlande de 2003 à 2012                                   |
| Points marqués en une saison En valeur absolue En ratio                                                              | 276 84,92 %            | lors du championnat du monde 2010 276 points sur 325 possibles, lors du championnat du monde 2010                          |
| Rallyes terminés dans les points En valeur absolue En ratio (toutes catégories) En ratio (catégorie WRC)             | 130 76.92% 82,80 %     | 130 rallyes terminés dans les points sur 169 départs 130 rallyes terminés dans les points sur 157 départs en catégorie WRC |
| Rallyes terminés dans les points en une saison En valeur absolue En ratio                                            | 14 100,00 %            | lors des championnats du monde 2004 et 2005 13 rallyes terminés dans les points sur 13, lors du championnat du monde 2010  |
| Rallyes différents terminés dans les points En valeur absolue En ratio                                               | 25 100,00 %            | 25 rallyes différents terminés dans les points sur 25 rallyes différents disputés                                          |
| Âge lors du premier point marqué                                                                                     | 27 ans et 230 jours    | le 7 octobre 2001 lors du rallye Sanremo 2001                                                                              |
| Âge lors du dernier point marqué                                                                                     | 40 ans et 343 jours    | le 25 janvier 2015 lors du rallye Monte-Carlo 2015                                                                         |
| Départs avant le premier point marqué Toutes catégories Catégorie WRC                                                | 13 3                   | |
| Départs avant le dernier point marqué Toutes catégories Catégorie WRC                                                | 169 157                | |
| Constructeurs différents sur l'ensemble des points marqués                                                           | 1                      | Citroën |
| Équipes différentes sur l'ensemble des points marqués                                                                | 2                      | Citroën Racing et Kronos Racing                                                                                            |

### Classements
| Statistique                                                                     | Valeur                                 | Commentaires |
| ------------------------------------------------------------------------------- | -------------------------------------- | --- |
| Rallyes classés Toutes catégories Catégorie WRC                                 | 148 139                                | |
| Rallyes classés consécutivement                                                 | 28                                     | du rallye de Pologne 2009 au rallye d'Australie 2011                                                                          |
| Classements sur le même rallye Toutes catégories Catégorie WRC                  | 12 11                                  | au rallye de Finlande au rallye de Finlande                                                                                   |
| Classements consécutifs sur le même rallye Toutes catégories Catégorie WRC      | 12 11                                  | au rallye de Finlande de 2001 à 2012 au rallye de Finlande de 2002 à 2012                                                     |
| Ratio de rallyes classés Toutes catégories Catégorie WRC                        | 87,57% 88,54 %                         | 148 rallyes classés sur 169 départs 139 rallyes classés sur 157 départs en catégorie WRC                                      |
| Rallyes classés en une saison En valeur absolue En ratio                        | 14 100,00 %                            | lors des championnats du monde 2004, 2005, 2007 et 2008 13 rallyes classés sur 13, lors du championnat du monde 2010          |
| Rallyes différents avec un classement En valeur absolue En ratio                | 25 100,00 %                            | 25 rallyes différents avec un classement sur 25 rallyes différents disputés                                                   |
| Rallyes classés dans le Top 10                                                  | 136                                    | |
| Rallyes classés consécutivement dans le Top 10                                  | 28                                     | du rallye de Pologne 2009 au rallye d'Australie 2011                                                                          |
| Classements dans le Top 10 sur le même rallye                                   | 11                                     | au rallye de Finlande |
| Classements consécutifs dans le Top 10 sur le même rallye                       | 11                                     | au rallye de Finlande de 2002 à 2012                                                                                          |
| Ratio de rallyes classés dans le Top 10 Toutes catégories Catégorie WRC         | 80,47% 86,62 %                         | 136 rallyes classés dans le Top 10 sur 169 départs 136 rallyes classés dans le Top 10 sur 157 départs en catégorie WRC        |
| Rallyes classés dans le Top 10 en une saison En valeur absolue En ratio         | 14 100,00 %                            | lors des championnats du monde 2004, 2005 et 2008 13 rallyes classés dans le Top 10 sur 13, lors du championnat du monde 2010 |
| Rallyes différents avec un classement dans le Top 10 En valeur absolue En ratio | 25 100,00 %                            | 25 rallyes différents avec un classement dans le Top 10 sur 25 rallyes différents disputés                                    |
| Rallyes classés dans le Top 5                                                   | 124                                    | |
| Rallyes classés consécutivement dans le Top 5                                   | 17                                     | du rallye de Finlande 2009 au rallye de Grande-Bretagne 2010                                                                  |
| Classements dans le Top 5 sur le même rallye                                    | 10                                     | au rallye d'Allemagne au rallye de Finlande                                                                                   |
| Classements consécutifs dans le Top 5 sur le même rallye                        | 10                                     | au rallye d'Allemagne de 2002 à 2008 et 2010 à 2012 au rallye de Finlande de 2003 à 2012                                      |
| Ratio de rallyes classés dans le Top 5 Toutes catégories Catégorie WRC          | 73,37% 78,98 %                         | 124 rallyes classés dans le Top 5 sur 169 départs 124 rallyes classés dans le Top 5 sur 157 départs en catégorie WRC          |
| Rallyes classés dans le Top 5 en une saison En valeur absolue En ratio          | 14 100,00 %                            | lors des championnats du monde 2004 et 2005 13 rallyes classés dans le Top 5 sur 13, lors du championnat du monde 2010        |
| Rallyes différents avec un classement dans le Top 5 En valeur absolue En ratio  | 24 96,00 %                             | 24 rallyes différents avec un classement dans le Top 5 sur 25 rallyes différents disputés                                     |
| Valeur moyenne de classement Toutes catégories Catégorie WRC                    | 3,527 2,439                            | |
| Valeur moyenne de classement sur une saison                                     | 1,333                                  | lors des championnats du monde 2006 et 2013                                                                                   |
| Âge lors du premier rallye classé Toutes catégories Catégorie WRC               | 25 ans et 78 jours 26 ans et 224 jours | le 9 mai 1999 lors du Tour de Corse 1999 le 1er octobre 2000 lors du Tour de Corse 2000                                       |
| Âge lors du dernier rallye classé                                               | 40 ans et 343 jours                    | le 25 janvier 2015 lors du rallye Monte-Carlo 2015                                                                            |
| Départs avant le premier rallye classé Toutes catégories Catégorie WRC          | 2 1                                    | |
| Départs avant le dernier rallye classé Toutes catégories Catégorie WRC          | 169 157                                | |
| Constructeurs différents sur l'ensemble des rallyes classés                     | 2                                      | Citroën et Toyota |
| Équipes différentes sur l'ensemble des rallyes classés                          | 4                                      | Équipe de France FFSA, Piedrafita Sport, Citroën Racing et Kronos Racing                                                      |

### Abandons
| Statistique | Valeur                                   | Commentaires |
| --- | ---------------------------------------- | --- |
| Abandons Toutes catégories Catégorie WRC                                                                               | 33 22                                    | |
| Recours au Super Rally / Rally 2 Sans abandon Suivi d'un abandon                                                       | 5 2                                      | |
| Ratio d'abandons Toutes catégories Catégorie WRC                                                                       | 12.43% 11,46 %                           | 21 abandons sur 169 départs 18 abandons sur 157 départs en catégorie WRC |
| Abandons par surface Asphalte enneigé Asphalte Mixte Terre/Asphalte Terre abrasive Terre rapide Terre enneigée         | 0 5 0 7 6 3                              | |
| Ratio d'abandons par surface Asphalte enneigé Asphalte Mixte Terre/Asphalte Terre abrasive Terre rapide Terre enneigée | 0,00% 12,50% 0,00% 15,91% 11,11% 21,43 % | 0 abandon sur 11 départs sur asphalte enneigé 5 abandons sur 40 départs sur asphalte 0 abandon sur 6 départs sur mixte terre/asphalte 7 abandons sur 44 départs sur terre abrasive 6 abandons sur 54 départs sur terre rapide 3 abandons sur 14 départs sur terre enneigée |
| Abandons sur le même rallye                                                                                            | 3                                        | au rallye de Catalogne au rallye de Suède |
| Abandons sur sortie de route Toutes catégories Catégorie WRC                                                           | 10 9                                     | |
| Ratio d'abandons sur sortie de route Toutes catégories Catégorie WRC                                                   | 5.92% 5,73 %                             | 10 abandons sur 169 départs 9 abandons sur 157 départs en catégorie WRC |
| Abandons sur sortie de route sur le même rallye                                                                        | 2                                        | au rallye de Catalogne |
| Rallyes différents avec un abandon En valeur absolue En ratio                                                          | 13 52,00 %                               | 13 rallyes différents avec un abandon sur 25 rallyes différents disputés |
| Âge lors du premier abandon Toutes catégories Catégorie WRC                                                            | 25 ans et 58 jours 28 ans et 33 jours    | le 19 avril 1999 lors du rallye de Catalogne 1999 le 24 mars 2002 lors du rallye de Catalogne 2002 |
| Âge lors du dernier abandon                                                                                            | 39 ans et 232 jours                      | le 6 octobre 2013 lors du rallye de France-Alsace 2013 |
| Départs avant le premier abandon Toutes catégories Catégorie WRC                                                       | 1 6                                      | |
| Départs avant le dernier abandon Toutes catégories Catégorie WRC                                                       | 168 156                                  | |
| Constructeurs différents sur l'ensemble des abandons                                                                   | 1                                        | Citroën |
| Équipes différentes sur l'ensemble des abandons                                                                        | 2                                        | Équipe de France FFSA et Citroën Racing |

### Départs
| Statistique | Valeur                                  | Commentaires |
| --- | --------------------------------------- | --- |
| Départs Toutes catégories Catégorie WRC                                                                                | 169 157                                 | |
| Départs en tant que pilote d'usine                                                                                     | 142                                     | |
| Départs en tant que pilote privé Toutes catégories Catégorie WRC                                                       | 27 15                                   | |
| Départs consécutifs | 84                                      | du rallye Monte-Carlo 2007 au rallye de Suède 2013 |
| Départs par surface Asphalte enneigé Asphalte Mixte Terre/Asphalte Terre abrasive Terre rapide Terre enneigée          | 11 40 6 44 54 14                        | |
| Ratio de départs par surface Asphalte enneigé Asphalte Mixte Terre/Asphalte Terre abrasive Terre rapide Terre enneigée | 6,51% 23,67% 3,55% 26,04% 31,95% 8,28 % | 11 départs sur asphalte enneigé sur 169 départs toutes surfaces 40 départs sur asphalte sur 169 départs toutes surfaces 6 départs sur mixte terre/asphalte sur 169 départs toutes surfaces 44 départs sur terre abrasive sur 169 départs toutes surfaces 54 départs sur terre rapide sur 169 départs toutes surfaces 14 départs sur terre enneigée sur 169 départs toutes surfaces |
| Départs sur le même rallye Toutes catégories Catégorie WRC                                                             | 13 11                                   | au rallye de Catalogne et au rallye de Finlande au rallye de Catalogne, au rallye de Finlande et au rallye de Suède |
| Départs consécutifs sur le même rallye Toutes catégories Catégorie WRC                                                 | 13 11                                   | au rallye de Finlande au rallye de Catalogne, au rallye de Finlande et au rallye de Suède |
| Départs en une saison                                                                                                  | 16                                      | lors des saisons 2004, 2005 et 2007 |
| Rallyes différents disputés                                                                                            | 25                                      | |
| Saisons avec au moins un départ Toutes catégories Catégorie WRC                                                        | 16 15                                   | de 1999 à 2013 et 2015 de 2000 à 2013 et 2015 |
| Saisons consécutives avec au moins un départ Toutes catégories Catégorie WRC                                           | 15 14                                   | de 1999 à 2013 de 2000 à 2013 |
| Saisons en ayant pris le départ de tous les rallyes                                                                    | 9                                       | de 2003 à 2005 et de 2007 à 2012 |
| Âge lors du premier départ Toutes catégories Catégorie WRC                                                             | 25 ans et 58 jours 26 ans et 222 jours  | le 19 avril 1999 lors du rallye de Catalogne 1999 le 29 septembre 2000 lors du Tour de Corse 2000 |
| Âge lors du dernier départ                                                                                             | 40 ans et 340 jours                     | le 22 janvier 2015 lors du rallye de Monte-Carlo 2015 |
| Constructeurs différents sur l'ensemble des départs                                                                    | 2                                       | Citroën et Toyota |
| Équipes différentes sur l'ensemble des départs                                                                         | 4                                       | Équipe de France FFSA, Piedrafita Sport, Citroën Racing et Kronos Racing |

### Détails par rallyes
| #     | Rallye                     | Dép. (WRC) | Vic. (WRC) | %Vic. (WRC)       | Pod. (WRC) | %Pod. (WRC)       | E.S. Prog. (WRC) | E.S. Clas. (WRC) | E.S. Dép. (WRC) | Scr. (WRC) | %Scr. (WRC)       | E.S. Tête (WRC) | %E.S. Tête (WRC)  | Ab. | Pts.  |
| ----- | -------------------------- | ---------- | ---------- | ----------------- | ---------- | ----------------- | ---------------- | ---------------- | --------------- | ---------- | ----------------- | --------------- | ----------------- | --- | ----- |
| 1     | Rallye de Catalogne        | 13 (11)    | 9 (8)      | 69,23 % (72,73 %) | 10 (9)     | 76,92 % (81,82 %) | 234 (197)        | 203 (179)        | 199 (176)       | 70 (59)    | 35,18 % (33,52 %) | 150 (137)       | 73,89 % (76,54 %) | 3   | 135   |
| 2     | Tour de Corse              | 9 (7)      | 6 (4)      | 66,67 % (57,14 %) | 7 (5)      | 77,78 % (71,43 %) | 135 (102)        | 134 (101)        | 130 (99)        | 64 (47)    | 49,23 % (47,47 %) | 83 (56)         | 61,94 % (55,45 %) | 0   | 48    |
| 3     | Rallye Sanremo             | 4 (3)      | 2 (1)      | 50,00 % (33,33 %) | 3 (2)      | 75,00 % (66,67 %) | 69 (51)          | 69 (51)          | 66 (49)         | 24 (9)     | 36,36 % (18,37 %) | 29 (14)         | 42,03 % (27,45 %) | 0   | 16    |
| 4     | Rallye de Finlande         | 13 (11)    | 4 (3)      | 30,77 % (27,27 %) | 9 (8)      | 69,23 % (72,73 %) | 282 (238)        | 268 (238)        | 268 (238)       | 66 (51)    | 24,63 % (21,43 %) | 84 (64)         | 31,34 % (26,89 %) | 1   | 115   |
| 5     | Rallye de Grande-Bretagne  | 12 (10)    | 5 (3)      | 41,67 % (30,00 %) | 10 (8)     | 83,33 % (80,00 %) | 219 (185)        | 209 (175)        | 205 (173)       | 69 (56)    | 33,66 % (32,37 %) | 100 (75)        | 47,85 % (42,86 %) | 2   | 93    |
| 6     | Rallye Monte-Carlo         | 11 (10)    | 7 (7)      | 63,64 % (70,00 %) | 10 (9)     | 90,91 % (90,00 %) | 177 (162)        | 176 (161)        | 166 (152)       | 80 (72)    | 48,19 % (47,37 %) | 120 (120)       | 68,18 % (74,53 %) | 0   | 123   |
| 7     | Rallye de Suède            | 12 (11)    | 1 (1)      | 8,33 % (9,09 %)   | 5 (5)      | 41,67 % (45,45 %) | 237 (220)        | 217 (209)        | 212 (203)       | 45 (44)    | 21,23 % (21,67 %) | 15 (14)         | 6,91 % (6,70 %)   | 3   | 85    |
| 8     | Rallye de l'Acropole       | 11 (10)    | 4 (3)      | 36,36 % (30,00 %) | 8 (7)      | 72,73 % (70,00 %) | 217 (197)        | 184 (164)        | 181 (162)       | 48 (40)    | 26,52 % (24,69 %) | 63 (50)         | 34,24 % (30,49 %) | 2   | 92    |
| 9     | Rallye Safari              | 1          | 0          | 0,00 %            | 0          | 0,00 %            | 12               | 12               | 11              | 3          | 27,27 %           | 0               | 0,00 %            | 0   | 2     |
| 10    | Rallye d'Allemagne         | 10         | 9          | 90,00 %           | 10         | 100,00 %          | 198              | 198              | 194             | 84         | 43,30 %           | 173             | 87,37 %           | 0   | 144   |
| 11    | Rallye d'Australie         | 6          | 1          | 16,67 %           | 3          | 50,00 %           | 160              | 142              | 135             | 33         | 24,44 %           | 44              | 30,99 %           | 1   | 30    |
| 12    | Rallye de Turquie          | 5          | 3          | 60,00 %           | 4          | 80,00 %           | 95               | 79               | 77              | 28         | 36,36 %           | 44              | 55,70 %           | 1   | 51    |
| 13    | Rallye de Nouvelle-Zélande | 7          | 3          | 42,86 %           | 5          | 71,43 %           | 144              | 144              | 144             | 41         | 28,47 %           | 41              | 28,47 %           | 0   | 79    |
| 14    | Rallye d'Argentine         | 10         | 8          | 80,00 %           | 9          | 90,00 %           | 214              | 208              | 201             | 59         | 29,35 %           | 102             | 49,04 %           | 1   | 134   |
| 15    | Rallye de Chypre           | 5          | 4          | 80,00 %           | 5          | 100,00 %          | 90               | 90               | 87              | 36         | 41,38 %           | 40              | 44,44 %           | 0   | 46    |
| 16    | Rallye du Mexique          | 8          | 6          | 75,00 %           | 6          | 75,00 %           | 154              | 145              | 141             | 53         | 37,59 %           | 75              | 51,72 %           | 1   | 114   |
| 17    | Rallye du Japon            | 6          | 1          | 16,67 %           | 4          | 66,67 %           | 162              | 161              | 151             | 32         | 21,19 %           | 14              | 8,70 %            | 1   | 42    |
| 18    | Rallye de Sardaigne        | 8          | 4          | 50,00 %           | 5          | 62,50 %           | 140              | 120              | 122             | 39         | 31,97 %           | 66              | 55,00 %           | 2   | 69    |
| 19    | Rallye de Norvège          | 2          | 1          | 50,00 %           | 1          | 50,00 %           | 41               | 41               | 41              | 17         | 41,46 %           | 16              | 39,02 %           | 0   | 10    |
| 20    | Rallye du Portugal         | 5          | 2          | 40,00 %           | 4          | 80,00 %           | 93               | 73               | 74              | 32         | 43,24 %           | 22              | 30,14 %           | 1   | 59    |
| 21    | Rallye d'Irlande           | 2          | 2          | 100,00 %          | 2          | 100,00 %          | 39               | 39               | 37              | 20         | 54,05 %           | 34              | 87,18 %           | 0   | 20    |
| 22    | Rallye de Jordanie         | 3          | 1          | 33,33 %           | 2          | 66,67 %           | 63               | 57               | 52              | 21         | 40,38 %           | 16              | 28,07 %           | 0   | 41    |
| 23    | Rallye de Pologne          | 1          | 0          | 0,00 %            | 0          | 0,00 %            | 18               | 18               | 15              | 5          | 33,33 %           | 1               | 5,56 %            | 0   | 2     |
| 24    | Rallye de Bulgarie         | 1          | 1          | 100,00 %          | 1          | 100,00 %          | 14               | 14               | 13              | 5          | 37,46 %           | 14              | 100,00 %          | 0   | 25    |
| 25    | Rallye de France-Alsace    | 4          | 2          | 50,00 %           | 2          | 50,00 %           | 85               | 58               | 58              | 20         | 34,48 %           | 45              | 77,59 %           | 2   | 50    |
| Total |                            | 169 (157)  | 86 (78)    | 50,89 % (49,68 %) | 125 (116)  | 73,96 % (73,89 %) | 3 292 (3 074)    | 3 059 (2 877)    | 2 980 (2 805)   | 994 (906)  | 33,36 % (32,30 %) | 1 391 (1 277)   | 45,47 % (44,39 %) | 21  | 1 625 |

### Détails par surfaces
| Surface              | Dép. (WRC) | Vic. (WRC) | %Vic. (WRC)       | Pod. (WRC) | %Pod. (WRC)       | E.S. Prog. (WRC) | E.S. Clas. (WRC) | E.S. Dép. (WRC) | Scr. (WRC) | %Scr. (WRC)       | E.S. Tête (WRC) | %E.S. Tête (WRC)  | Ab. | Pts.  |
| -------------------- | ---------- | ---------- | ----------------- | ---------- | ----------------- | ---------------- | ---------------- | --------------- | ---------- | ----------------- | --------------- | ----------------- | --- | ----- |
| Asphalte enneigé     | 11 (10)    | 7 (7)      | 63,64 % (70,00 %) | 10 (9)     | 90,91 % (90,00 %) | 177 (162)        | 176 (161)        | 166 (152)       | 80 (72)    | 48,19 % (47,37 %) | 120 (120)       | 68,18 % (74,53 %) | 0   | 123   |
| Asphalte             | 40 (35)    | 28 (24)    | 70,00 % (68,57 %) | 32 (28)    | 80,00 % (80,00 %) | 722 (634)        | 663 (588)        | 645 (574)       | 271 (228)  | 42,02 % (39,72 %) | 485 (430)       | 73,15 % (73,13 %) | 5   | 361   |
| Mixte Terre/Asphalte | 6          | 6          | 100,00 %          | 6          | 100,00 %          | 108              | 108              | 106             | 37         | 34,91 %           | 68              | 62,96 %           | 0   | 138   |
| Terre abrasive       | 44 (43)    | 23 (22)    | 52,27 % (51,16 %) | 34 (33)    | 77,27 % (76,74 %) | 856 (836)        | 755 (735)        | 740 (721)       | 242 (234)  | 32,70 % (32,45 %) | 328 (315)       | 43,44 % (42,86 %) | 7   | 431   |
| Terre rapide         | 54 (50)    | 20 (17)    | 37,04 % (34,00 %) | 37 (34)    | 68,52 % (68,00 %) | 1 151 (1 073)    | 1 099 (1 035)    | 1 070 (1 008)   | 302 (274)  | 28,22 % (27,18 %) | 359 (314)       | 32,67 % (30,34 %) | 6   | 477   |
| Terre enneigée       | 14 (13)    | 2 (2)      | 14,29 % (15,38 %) | 6 (6)      | 42,86 % (46,15 %) | 278 (261)        | 258 (250)        | 253 (244)       | 62 (61)    | 24,51 % (25,00 %) | 31 (30)         | 12,02 % (12,00 %) | 3   | 95    |
| Total                | 169 (157)  | 86 (78)    | 50,89 % (49,68 %) | 125 (116)  | 73,96 % (73,89 %) | 3 292 (3 074)    | 3 059 (2 877)    | 2 980 (2 805)   | 994 (906)  | 33,36 % (32,30 %) | 1 391 (1 277)   | 45,47 % (44,39 %) | 21  | 1 625 |

### Détails par saisons
| Saison | Équipe                                   | Dép. (WRC) | Vic. (WRC) | %Vic. (WRC)       | Pod. (WRC) | %Pod. (WRC)        | E.S. Prog. (WRC) | E.S. Clas. (WRC) | E.S. Dép. (WRC) | Scr. (WRC) | %Scr. (WRC)       | E.S. Tête (WRC) | %E.S. Tête (WRC)  | Ab. | Pts.  | Clas.    |
| ------ | ---------------------------------------- | ---------- | ---------- | ----------------- | ---------- | ------------------ | ---------------- | ---------------- | --------------- | ---------- | ----------------- | --------------- | ----------------- | --- | ----- | -------- |
| 1999   | Équipe de France FFSA                    | 3 (0)      | 2 (0)      | 66,67 % (0,00 %)  | 2 (0)      | 66,67 % (0,00 %)   | 54 (0)           | 41 (0)           | 40 (0)          | 29 (0)     | 72,50 % (0,00 %)  | 30 (0)          | 73,17 % (0,00 %)  | 1   | 0     | NC       |
| 2000   | Équipe de France FFSA                    | 4 (2)      | 1 (0)      | 25,00 % (0,00 %)  | 1 (0)      | 25,00 % (0,00 %)   | 75 (35)          | 61 (35)          | 57 (31)         | 11 (0)     | 19,30 % (0,00 %)  | 14 (0)          | 22,95 % (0,00 %)  | 1   | 0     | NC       |
| 2001   | Automobiles Citroën                      | 8 (1)      | 5 (0)      | 62,50 % (0,00 %)  | 7 (1)      | 87,50 % (100,00 %) | 144 (20)         | 135 (20)         | 129 (20)        | 52 (4)     | 40,31 % (20,00 %) | 70 (0)          | 51,85 % (0,00 %)  | 1   | 6     | 14e      |
| 2002   | Automobiles Citroën Piedrafita Sport     | 9          | 1          | 11,11 %           | 2          | 22,22 %            | 163              | 156              | 149             | 19         | 12,75 %           | 33              | 21,15 %           | 2   | 18    | 10e      |
| 2003   | Citroën Total                            | 14         | 3          | 21,43 %           | 7          | 50,00 %            | 275              | 232              | 231             | 38         | 16,45 %           | 71              | 30,60 %           | 3   | 71    | 2e       |
| 2004   | Citroën Total                            | 16         | 6          | 37,50 %           | 12         | 75,00 %            | 323              | 300              | 295             | 65         | 22,03 %           | 98              | 32,67 %           | 2   | 118   | 1er      |
| 2005   | Citroën Total                            | 16         | 10         | 62,50 %           | 13         | 81,25 %            | 299              | 276              | 275             | 129        | 46,91 %           | 173             | 62,68 %           | 2   | 127   | 1er      |
| 2006   | Kronos Total Citroën World Rally Team    | 12         | 8          | 66,67 %           | 12         | 100,00 %           | 229              | 229              | 225             | 86         | 38,22 %           | 106             | 46,29 %           | 0   | 112   | 1er      |
| 2007   | Citroën Total World Rally Team           | 16         | 8          | 50,00 %           | 13         | 81,25 %            | 313              | 305              | 290             | 102        | 35,17 %           | 131             | 42,95 %           | 2   | 116   | 1er      |
| 2008   | Citroën Total World Rally Team           | 15         | 11         | 73,33 %           | 13         | 86,67 %            | 301              | 291              | 276             | 116        | 42,03 %           | 164             | 56,36 %           | 1   | 122   | 1er      |
| 2009   | Citroën Total World Rally Team           | 12         | 7          | 58,33 %           | 9          | 75,00 %            | 241              | 230              | 223             | 88         | 39,46 %           | 108             | 46,96 %           | 1   | 93    | 1er      |
| 2010   | Citroën Total World Rally Team           | 13         | 8          | 61,54 %           | 12         | 92,31 %            | 260              | 260              | 255             | 96         | 37,65 %           | 119             | 45,77 %           | 0   | 276   | 1er      |
| 2011   | Citroën Total World Rally Team           | 13         | 5          | 38,46 %           | 9          | 69,23 %            | 267              | 235              | 230             | 65         | 28,26 %           | 89              | 37,87 %           | 2   | 222   | 1er      |
| 2012   | Citroën Total World Rally Team           | 13         | 9          | 69,23 %           | 10         | 76,92 %            | 259              | 225              | 224             | 72         | 32,14 %           | 151             | 67,11 %           | 2   | 270   | 1er      |
| 2013   | Citroën Total Abu Dhabi World Rally Team | 4          | 2          | 50,00 %           | 3          | 75,00 %            | 74               | 68               | 67              | 21         | 31,34 %           | 28              | 41,18 %           | 1   | 68    | 8e       |
| 2015   | Citroën Total Abu Dhabi World Rally Team | 1          | 0          | 0,00 %            | 0          | 0,00 %             | 15               | 15               | 14              | 5          | 35,71 %           | 6               | 40,00 %           | 0   | 6     | En cours |
| Total  |                                          | 169 (157)  | 86 (78)    | 50,89 % (49,68 %) | 125 (116)  | 73,96 % (73,89 %)  | 3 292 (3 074)    | 3 059 (2 877)    | 2 980 (2 805)   | 994 (906)  | 33,36 % (32,30 %) | 1 391 (1 277)   | 45,47 % (44,39 %) | 21  | 1 625 | 9 titres |

### Divers
| Description |
| --- |
| Sébastien Loeb est le premier pilote non nordique à avoir remporté le rallye de Suède (en 2004) et le rallye de Norvège (en 2009) |
| À l'exception du rallye Safari, exclu du calendrier mondial depuis 2002, Sébastien Loeb est le premier pilote à avoir remporté au moins une fois tous les rallyes dits classiques, à savoir : le rallye Monte-Carlo, le rallye de Suède, le rallye de Finlande, le Tour de Corse, le rallye de l'Acropole, le rallye Sanremo, le rallye de Grande-Bretagne, le rallye du Portugal, le rallye de Nouvelle-Zélande, le rallye d'Argentine, le rallye d'Australie et le rallye de Catalogne. |
| Sébastien Loeb est le premier pilote à s'être imposé en championnat du monde des rallyes sur les six surfaces différentes du calendrier, à savoir : terre rapide, terre abrasive, terre enneigée, mixte terre/asphalte, asphalte et asphalte enneigé. |
| Lors du rallye de Turquie 2010, Sébastien Loeb a effectué un saut de 85 m en spéciale. Le record du monde était alors de 89 mètres, établi par Travis Pastrana avec l'aide d'un tremplin le 31 décembre 2009. |
| Sébastien Loeb dispose d'une acuité visuelle rare : 14/10 à chaque œil. |

## Championnat du monde des rallyes junior

### Titres
| Statistique                                                                 | Valeur              | Commentaires |
| --------------------------------------------------------------------------- | ------------------- | --- |
| Titres Pilotes                                                              | 1                   | 2001 |
| Ratio de titres Pilotes par saisons complètes                               | 100,00 %            | 1 titre pour 1 saison complète |
| Plus grand écart de points sur le vice-champion En valeur absolue En ratio  | 20 points 33,33 %   | lors du championnat du monde junior 2001 face à Andrea Dallavilla 20 points sur 60 possibles, lors du championnat du monde junior 2001 face à Andrea Dallavilla |
| Champion avec le plus de victoires sur la saison En valeur absolue En ratio | 5 83,33 %           | lors du championnat du monde junior 2001 5 victoires sur 6 rallyes, lors du championnat du monde junior 2001                                                    |
| Âge lors du premier titre                                                   | 27 ans et 244 jours | le 21 octobre 2001 lors du Tour de Corse 2001 |
| Départs avant le premier titre                                              | 4                   | |
| Saisons complètes avant le premier titre                                    | 1                   | 2001 |
| Constructeurs différents sur l'ensemble des titres                          | 1                   | Citroën |

### Victoires
| Statistique                                                                  | Valeur              | Commentaires |
| ---------------------------------------------------------------------------- | ------------------- | --- |
| Victoires (toutes surfaces)                                                  | 5                   | |
| Ratio de victoires (toutes surfaces)                                         | 100,00 %            | 5 victoires sur 5 départs |
| Victoires consécutives (toutes surfaces) Selon le calendrier Par engagements | 3 5                 | du rallye de Catalogne 2001 au rallye de Finlande 2001 du rallye de Catalogne 2001 au rallye de Grande-Bretagne 2001                                                                      |
| Victoires en une saison En valeur absolue En ratio Par engagements           | 5 83,33% 100,00 %   | lors du championnat du monde junior 2001 5 victoires sur 6 rallyes, lors du championnat du monde junior 2001 5 victoires sur 5 rallyes disputés, lors du championnat du monde junior 2001 |
| Rallyes différents remportés En valeur absolue En ratio                      | 5 100,00 %          | 5 rallyes différents remportés sur 5 rallyes différents disputés |
| Victoire avec la plus grande vitesse moyenne                                 | 106,8 km/h          | au rallye de Finlande 2001 avec une Citroën Saxo S1600 |
| Saisons avec au moins une victoire                                           | 1                   | en 2001 |
| Âge lors de la première victoire                                             | 27 ans et 34 jours  | le 25 mars 2001 lors du rallye de Catalogne 2001 |
| Âge lors de la dernière victoire                                             | 27 ans et 279 jours | le 25 novembre 2001 lors du rallye de Grande-Bretagne 2001 |
| Départs avant la première victoire                                           | 1                   | |
| Départs avant la dernière victoire                                           | 5                   | |
| Constructeurs différents sur l'ensemble des victoires                        | 1                   | Citroën |

### Podiums
| Statistique                                                      | Valeur              | Commentaires |
| ---------------------------------------------------------------- | ------------------- | --- |
| Podiums (toutes surfaces)                                        | 5                   | |
| Ratio de podiums (toutes surfaces)                               | 100,00 %            | 5 podiums sur 5 départs |
| Podiums consécutifs Selon le calendrier Par engagements          | 3 5                 | du rallye de Catalogne 2001 au rallye de Finlande 2001 du rallye de Catalogne 2001 au rallye de Grande-Bretagne 2001                                                                      |
| Podiums en une saison En valeur absolue En ratio Par engagements | 5 83,33% 100,00 %   | lors du championnat du monde junior 2001 5 victoires sur 6 rallyes, lors du championnat du monde junior 2001 5 victoires sur 5 rallyes disputés, lors du championnat du monde junior 2001 |
| Rallyes différents avec un podium En valeur absolue En ratio     | 5 100,00 %          | 5 rallyes différents avec un podium sur 5 rallyes différents disputés |
| Saisons avec au moins un podium                                  | 1                   | en 2001 |
| Âge lors du premier podium                                       | 27 ans et 34 jours  | le 25 mars 2001 lors du rallye de Catalogne 2001 |
| Âge lors du dernier podium                                       | 27 ans et 279 jours | le 25 novembre 2001 lors du rallye de Grande-Bretagne 2001 |
| Départs avant le premier podium                                  | 1                   | |
| Départs avant le dernier podium                                  | 5                   | |
| Constructeurs différents sur l'ensemble des podiums              | 1                   | Citroën |

### Épreuves spéciales
| Statistique                                                                               | Valeur              | Commentaires |
| ----------------------------------------------------------------------------------------- | ------------------- | --- |
| Épreuves spéciales classées                                                               | 92                  | |
| Épreuves spéciales disputées                                                              | 86                  | |
| Épreuves spéciales remportées                                                             | 39                  | |
| Ratio d'épreuves spéciales remportées                                                     | 45,35 %             | 39 temps scratchs sur 86 épreuves spéciales disputées                                                                                    |
| Épreuves spéciales remportées consécutivement                                             | 7                   | au rallye de Catalogne 2001 |
| Épreuves spéciales remportées en une saison En valeur absolue En ratio                    | 39 45,35 %          | lors du championnat du monde junior 2001 39 temps scratchs sur 86 épreuves spéciales disputées, lors du championnat du monde junior 2001 |
| Épreuves spéciales remportées sur un même rallye En valeur absolue En ratio               | 12 62,50 %          | au rallye de Finlande 2001 10 temps scratchs sur 16 spéciales disputées lors du rallye de Catalogne 2001                                 |
| Épreuves spéciales remportées consécutivement sur un même rallye                          | 7                   | au rallye de Catalogne 2001 |
| Âge lors de la première épreuve spéciale remportée                                        | 27 ans et 32 jours  | le 23 mars 2001 au terme de la deuxième spéciale du rallye de Catalogne 2001                                                             |
| Âge lors de la dernière épreuve spéciale remportée                                        | 27 ans et 278 jours | le 24 novembre 2001 au terme de la neuvième spéciale du rallye de Grande-Bretagne 2001                                                   |
| Départs avant la première épreuve spéciale remportée                                      | 1                   | |
| Départs avant la dernière épreuve spéciale remportée                                      | 5                   | |
| Constructeurs différents sur l'ensemble des épreuves spéciales remportées                 | 1                   | Citroën |
| Épreuves spéciales classées en tête d'un rallye                                           | 69                  | |
| Ratio d'épreuves spéciales classées en tête d'un rallye                                   | 75,00 %             | 69 spéciales en tête sur 92 classées |
| Épreuves spéciales consécutives classées en tête d'un rallye                              | 14                  | du rallye de l'Acropole au rallye de Finlande 2001 au rallye de Grande-Bretagne 2001                                                     |
| Épreuves spéciales classées en tête d'un rallye sur une saison En valeur absolue En ratio | 69 75,00 %          | lors du championnat du monde junior 2001 69 spéciales en tête sur 92 classées, lors du championnat du monde junior 2001                  |
| Âge lors de la première épreuve spéciale classée en tête                                  | 27 ans et 32 jours  | le 23 mars 2001 au terme de la deuxième spéciale du rallye de Catalogne 2001                                                             |
| Âge lors de la dernière épreuve spéciale classée en tête                                  | 27 ans et 279 jours | le 25 novembre 2001 au terme de la dix-septième spéciale du rallye de Grande-Bretagne 2001                                               |
| Départs avant la première épreuve spéciale classée en tête                                | 1                   | |
| Départs avant la dernière épreuve spéciale classée en tête                                | 5                   | |
| Constructeurs différents sur l'ensemble des épreuves spéciales classées en tête           | 1                   | Citroën |

### Points
| Statistique                                                                      | Valeur              | Commentaires |
| -------------------------------------------------------------------------------- | ------------------- | --- |
| Points marqués (tous barèmes) :                                                  | 50                  | |
| Rallyes consécutifs terminés dans les points Selon le calendrier Par engagements | 3 5                 | du rallye de Catalogne 2001 au rallye de Finlande 2001 du rallye de Catalogne 2001 au rallye de Grande-Bretagne 2001                                                               |
| Points marqués en une saison En valeur absolue En ratio Par engagements          | 50 83,33% 100,00 %  | lors du championnat du monde junior 2001 50 points sur 60 possibles, lors du championnat du monde junior 2001 50 points sur 50 possibles, lors du championnat du monde junior 2001 |
| Rallyes terminés dans les points En valeur absolue En ratio                      | 5 100,00 %          | 5 rallyes terminés dans les points sur 5 départs |
| Rallyes terminés dans les points en une saison En valeur absolue En ratio        | 5 100,00 %          | lors du championnat du monde junior 2001 5 rallyes terminés dans les points sur 5, lors du championnat du monde junior 2001                                                        |
| Rallyes différents terminés dans les points En valeur absolue En ratio           | 5 100,00 %          | 5 rallyes différents terminés dans les points sur 5 rallyes différents disputés |
| Âge lors du premier point marqué                                                 | 27 ans et 34 jours  | le 25 mars 2001 lors du rallye de Catalogne 2001 |
| Âge lors du dernier point marqué                                                 | 27 ans et 279 jours | le 25 novembre 2001 lors du rallye de Grande-Bretagne 2001 |
| Départs avant le premier point marqué                                            | 1                   | |
| Départs avant le dernier point marqué                                            | 5                   | |
| Constructeurs différents sur l'ensemble des points marqués                       | 1                   | Citroën |

### Départs
| Statistique                                         | Valeur              | Commentaires                                               |
| --------------------------------------------------- | ------------------- | ---------------------------------------------------------- |
| Départs                                             | 5                   |                                                            |
| Départs consécutifs                                 | 3                   | du rallye de Catalogne 2001 au rallye de Finlande 2001     |
| Départs en une saison                               | 5                   | lors de la saison 2001                                     |
| Rallyes différents disputés                         | 5                   |                                                            |
| Saisons avec au moins un départ                     | 1                   | en 2001                                                    |
| Âge lors du premier départ                          | 27 ans et 32 jours  | le 23 mars 2001 lors du rallye de Catalogne 2001           |
| Âge lors du dernier départ                          | 27 ans et 276 jours | le 22 novembre 2001 lors du rallye de Grande-Bretagne 2001 |
| Constructeurs différents sur l'ensemble des départs | 1                   | Citroën                                                    |

### Détails par rallyes
| #     | Rallye                    | Dép. | Vic. | %Vic.    | Pod. | %Pod.    | E.S. Prog. | E.S. Clas. | E.S. Dép. | Scr. | %Scr.   | E.S. Tête | %E.S. Tête | Ab. | Pts. |
| ----- | ------------------------- | ---- | ---- | -------- | ---- | -------- | ---------- | ---------- | --------- | ---- | ------- | --------- | ---------- | --- | ---- |
| 1     | Rallye de Catalogne       | 1    | 1    | 100,00 % | 1    | 100,00 % | 18         | 18         | 16        | 10   | 62,50 % | 13        | 72,22 %    | 0   | 10   |
| 2     | Rallye de l'Acropole      | 1    | 1    | 100,00 % | 1    | 100,00 % | 20         | 20         | 19        | 8    | 42,11 % | 13        | 65,00 %    | 0   | 10   |
| 3     | Rallye de Finlande        | 1    | 1    | 100,00 % | 1    | 100,00 % | 21         | 21         | 21        | 12   | 57,14 % | 16        | 76,19 %    | 0   | 10   |
| 4     | Tour de Corse             | 1    | 1    | 100,00 % | 1    | 100,00 % | 16         | 16         | 15        | 4    | 26,67 % | 12        | 75,00 %    | 0   | 10   |
| 5     | Rallye de Grande-Bretagne | 1    | 1    | 100,00 % | 1    | 100,00 % | 17         | 17         | 15        | 5    | 33,33 % | 15        | 88,24 %    | 0   | 10   |
| Total |                           | 5    | 5    | 100,00 % | 5    | 100,00 % | 92         | 92         | 86        | 39   | 45,35 % | 69        | 75,00 %    | 0   | 50   |

### Détails par saisons
| Saison | Équipe              | Voiture            | Dép. | Vic. | %Vic.    | Pod. | %Pod.    | E.S. Prog. | E.S. Clas. | E.S. Dép. | Scr. | %Scr.   | E.S. Tête | %E.S. Tête | Ab. | Pts. | Clas. |
| ------ | ------------------- | ------------------ | ---- | ---- | -------- | ---- | -------- | ---------- | ---------- | --------- | ---- | ------- | --------- | ---------- | --- | ---- | ----- |
| 2001   | Automobiles Citroën | Citroën Saxo S1600 | 5    | 5    | 100,00 % | 5    | 100,00 % | 92         | 92         | 86        | 39   | 45,35 % | 69        | 75,00 %    | 0   | 50   | 1er   |